# サッカーボネール島代表
サッカーボネール島代表（サッカーボネールとうだいひょう）は、ボネール島サッカー連盟（BFF）により編成されるボネール島のサッカーのナショナルチームである。
FIFA未加盟のためワールドカップには参加できないが、CONCACAFの準会員及びCFUの正会員(いずれも2013年4月19日加盟)であるため、ゴールドカップやカリビアンカップに参加資格がある。
アルバ、キュラソー島、スリナムとの間で2010年から行われているABCSトーナメントでは、2011年大会で初優勝を飾っている。

## ホームスタジアム

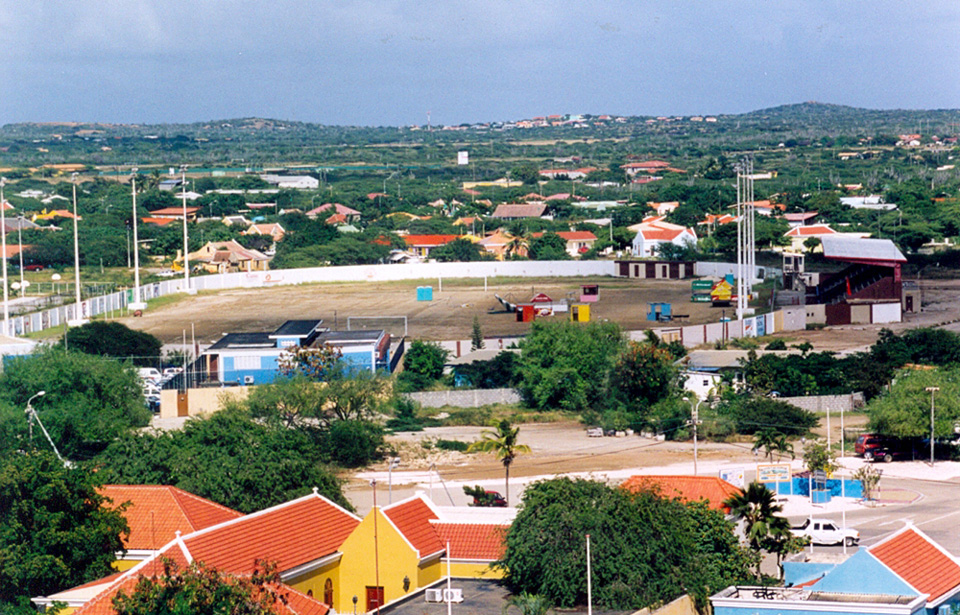
クラレンダイク市民競技場(2006年改修後)

ボネール代表は、主都クラレンダイクにあるクラレンダイク市民競技場をホームグラウンドとして使用している。3,000人収容の小さなスタジアムであり、2006年にジャマイカの携帯電話会社ディジセルが、ボネール島サッカー協会に240,000ドルを寄付したことにより、従来の競技場に人工芝を敷設するなどして改修した。

## CONCACAFゴールドカップの成績
- 1991 ～ 2013 - 不参加 (CONCACAF非会員だったため)
- 2015 - 参加予定

## カリビアンカップの成績
- 1989 ～ 2012 - 不参加 (CFU非会員だったため)
- 2014 - 参加予定

## ABCSトーナメントの成績
| 開催年            | 結果 |
| ----------------- | ---- |
| キュラソー島 2010 | 4位  |
| スリナム 2011     | 優勝 |
| アルバ 2012       | 4位  |
| キュラソー島 2013 | 3位  |
| スリナム 2015     | 4位  |